# Trifluoruro di fosforile
Il trifluoruro di fosforile o anche fluoruro di fosforile è  un ossofluoruro del fosforo pentavalente avente formula molecolare POF3. Può essere considerato come derivante dall'unione del gruppo trivalente fosforile (≡P=O) con tre atomi di fluoro; questo fa sì che l'atomo centrale di fosforo raggiunga lo stato di ossidazione +5.
In condizioni normali è un gas incolore di odore pungente che fuma leggermente all'aria e che si idrolizza al contatto con acqua.

## Sintesi
Il  trifluoruro di fosforile fu sintetizzato per la prima volta nel 1886 da Henri Moissan, che lo ottenne per azione di una scarica elettrica su una miscela di trifluoruro di fosforo e ossigeno. Moissan tuttavia lo formulò erroneamente come PO2F3. Successivamente Thorpe e Hambly nel 1889 ottennero POF3 scaldando una miscela di criolite e pentossido di fosforo.
Il composto può essere preparato anche per fluorurazione di POCl3 con fluoruro di zinco, fluoruro di piombo o fluoruro d'argento.

## Proprietà
Il trifluoruro di fosforile è un composto molecolare polare, il momento dipolare della molecola è μ = 1,76 D. La forma della molecola è di tipo tetraedrico (P ibrido sp3), con simmetria C3v. La distanza P-O risulta 143,6±3 pm, quella P-F 152,4±2 pm e l'angolo F-P-F è 101°.

## Reattività
Il trifluoruro di fosforile è un gas incolore, tossico, che attacca il vetro e si idrolizza al contatto con acqua. Può formare addotti e vari prodotti di sostituzione. Con ioni F− forma l'anione POF−4, isoelettronico con SOF4. L'anione POF−4 può addizionare ulteriore POF3 ottenendo F5PO–POF−2, che a sua volta si degrada formando F−, PF−6 e PO2F−2.